# クリエイト・レストランツ・ホールディングス
株式会社クリエイト・レストランツ・ホールディングス（英: create restaurants holdings inc.）は、 東京都品川区に本社を置くフードコートやレストランを運営する企業。立地に合わせて業態開発をする「マルチブランド・マルチロケーション戦略」のもと、主にショッピングセンターや駅ビル等の商業施設でビュッフェやフードコートを直営する。

## 沿革
- 1997年（平成9年）4月 - 株式会社ヨコスカ・ブルーイング・カンパニー設立[2]。
- 1999年（平成11年）4月 - 株式会社クリエイト・レストランツに社名変更[2]。
- 2005年（平成17年）9月28日 - 東京証券取引所マザーズ市場上場[2]。
- 2007年（平成19年）8月 - 株式会社吉祥との合弁会社「クリエイト吉祥」が営業開始[2]。
- 2008年（平成20年）5月 - 上海豫園南翔饅頭店有限公司と合弁会社「上海豫園商城創造餐飲管理有限公司」を設立。
- 2010年（平成22年）
  - 6月 - 持株会社に移行し、株式会社クリエイト・レストランツ・ホールディングスに社名変更。
  - 10月 - 全額出資により「中国創造餐飲管理有限公司」を設立。
- 2011年（平成23年）
  - 2月 - 全額出資により「create restaurants asia Pte. Ltd.」を設立。
  - 3月 - 中国創造餐飲管理有限公司の100%出資により「上海創思餐飲管理有限公司」を設立。
- 2012年（平成24年）
  - 3月 - 株式会社ルモンデグルメの全株式を取得し、完全子会社化[2]。
  - 7月 - 中国創造餐飲管理有限公司の全額出資により「香港創造餐飲管理有限公司」を設立。
- 2013年（平成25年）
  - 4月 - イートウォークグループの全株式を取得し、完全子会社化。
  - 4月 - SFPダイニング株式会社の株式68.68％を取得し、子会社化[2]。
  - 6月 - SFPダイニングの株式を追加取得し、同社株式の94.6％を保有。
  - 10月 - 東京証券取引所第一部に市場変更[2]。
- 2014年（平成26年）
  - 4月 - 株式会社YUNARIの株式を100％取得して完全子会社化[2]。
  - 12月 - 子会社のSFPダイニング株式会社が東京証券取引所第二部に上場。新株を発行して保有割合は69.87％。
- 2015年（平成27年）
  - 6月 - 株式会社KRフードサービスの株式を99.8％取得して子会社化。
  - 8月 - オリエンタルランドの子会社であるアールシー・ジャパンの株式を100％取得して完全子会社化。
- 2016年（平成28年）9月 - 子会社の株式会社アールシー・ジャパンが株式会社クリエイト吉祥、株式会社上海美食中心と合併、並びに株式会社クリエイト・レストランツの一部事業を分割承継して「株式会社クリエイト・ダイニング」へ商号変更。
- 2017年（平成29年）6月 - 子会社のSFPダイニング株式会社がSFPホールディングス株式会社へ商号変更。
- 2018年（平成30年）
  - 1月 - 有限会社ルートナインジー及び株式会社ハイドパークと資本・業務提携して子会社化。商号を「株式会社ルートナインジー」に変更。
  - 3月 - 株式会社クリエイト・ベイサイドの株式を100％取得して完全子会社化。
  - 12月 -
    - ニューヨークのレストラン「炙り屋錦乃介」「蕎麦鳥人」の2店舗を譲受。
    - 株式会社はしもとの全株式を取得し、完全子会社化。同時に株式会社遊鶴に商号変更。
    - 子会社の株式会社KRフードサービスが株式会社KRホールディングスへ商号変更。
- 2019年（平成31年/令和元年）
  - 2月 -
    - 子会社のSFPホールディングス株式会社が東京証券取引所第一部へ市場変更。
    - 通期業績より会計基準を国際財務報告基準（IFRS）に移行。

  - 3月 -
    - 子会社のSFPホールディングス株式会社が株式会社ジョー・スマイルの株式を100％取得して完全子会社化。
    - 木屋フーズ株式会社の全株式を取得し、完全子会社化。

  - 7月 - 子会社のSFPホールディングス株式会社が株式会社クルークダイニングの株式を99.8％取得して子会社化。
  - 9月 -
    - エスエスエル株式会社の全株式を取得し、完全子会社化。同時に株式会社クリエイト・スポーツ＆レジャーに商号変更。
    - Il Fornaio (America) LLCの持分を100％取得して完全子会社化。

  - 10月 - 株式会社いっちょうの株式を100％取得して完全子会社化。
- 2020年（令和2年）
  - 9月 - 子会社の株式会社イートウォークが株式会社ルモンデグルメを吸収合併し、株式会社LG&EWへ商号変更。子会社の株式会社クリエイト・ダイニングが株式会社クリエイト・ベイサイド及び木屋フーズ株式会社を吸収合併。
- 2021年（令和3年）9月 - 株式会社CMDをSFPホールディングス株式会社と共同で設立、出資比率は50％。
- 2022年（令和4年）
  - 4月 - 東京証券取引所の再編に伴い、プライム市場へ移行。
  - 9月 - 株式会社KRホールディングスを存続会社、株式会社KRフードサービスを消滅会社とする吸収合併を実施。合併後の社名は「株式会社KRフードサービス」。
  - 12月 - 日本たばこ産業からサンジェルマン、並びに同社子会社の株式会社北海道サンジェルマンを買収し、完全子会社化[3][4]。
- 2023年（令和5年）7月 - 子会社のSFPホールディングスの東証プライム市場の上場維持基準を充足することを目的とし、クリエイト・レストランツ・ホールディングスが保有するSFPホールディングス株式の一部をSFPホールディングスに売却することを発表した。SFPホールディングスが市場価格よりも低い価格でTOBを行い、クリエイト・レストランツ・ホールディングスが同TOBに応募する[5][6]。
- 2024年（令和6年）
  - 4月 - 子会社である株式会社クリエイト・ダイニングに、同じく子会社である株式会社LG&EWを、2024年6月1日付で吸収合併するグループ内組織再編を行うことを、取締役会で決議し発表した[7]。
  - 9月 - 米国子会社を通じて、ワイルドフラワーブレッドカンパニーから北米で16店舗を展開するベーカリーレストラン事業を取得した。[8]。
  - 10月 - 株式会社一幻フードカンパニーの全株式を取得し、完全子会社化。[9]。

## 主な展開店舗

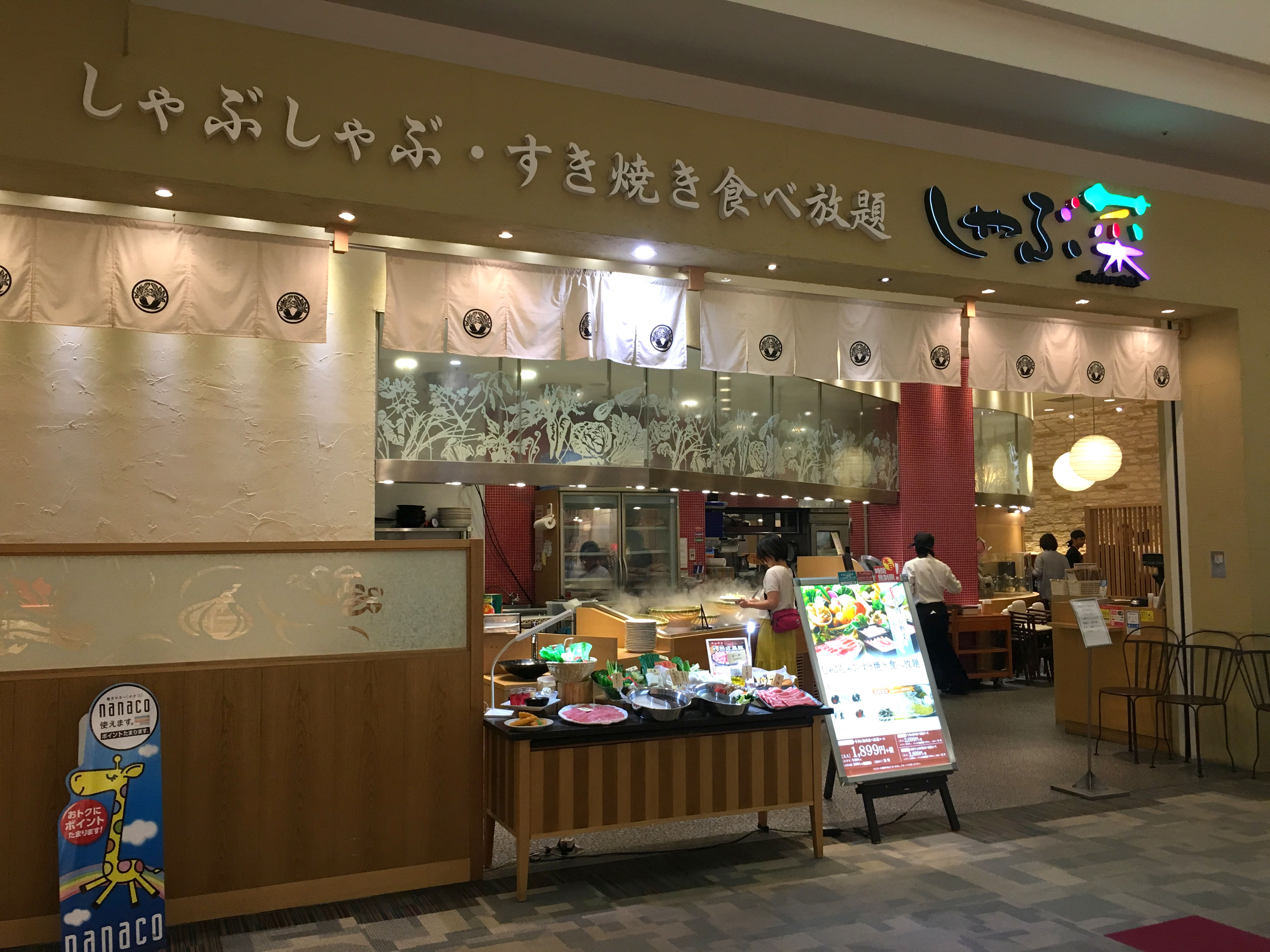
しゃぶ菜 ベルモール宇都宮

- しゃぶ菜
- はーべすと
- デザート王国
- ポルトフィーノ
- ローストビーフ星
- MACCHA HOUSE 抹茶館
- TANTO TANTO
- モンテロマーノ
- 雛鮨
- 吉座
- リオグランデグリル
- AWkitchen
- やさい家めい
- ミスターファーマー
- おもてなし とりよし
- 磯丸水産
- 鳥良商店
- 餃子製造販売店いち五郎
- つけめん TETSU
- 江戸前煮干中華そば きみはん
- JEAN FRANCOIS
- エビスフードホール
- 南翔饅頭店
- リオグランデグリル
- レインフォレストカフェ、
- かごの屋
- あずさ珈琲
- 海南鶏飯食堂
- レインフォレストカフェ
- ピッタゼロゼロ
- オールド・オウル
- ごまそば遊鶴
- 銀座木屋
- そば田
- 前川水軍
- 前川珈琲店
- ひゃくしょう茶屋
- からあげセンター
- 長野といえばバニクマン
- いっちょう
- 萬屋
- サンジェルマン
- 一幻

## 国内子会社
- CRカテゴリー
  - 株式会社クリエイト・レストランツ - 「しゃぶ菜」「はーべすと」「デザート王国」などの運営
  - 株式会社クリエイト・ダイニング -「リオグランデグリル」「南翔饅頭店」「雛鮨」「吉座」「レインフォレストカフェ」「ピッタゼロゼロ」「イクスピアリキッチン」「銀座木屋」「そば田」などの運営。
- 専門ブランドカテゴリー
  - 株式会社LG&EW - 「AWkitchen」「やさい家めい」「TANTO TANTO」などの運営
  - 株式会社YUNARI -「つけめん TETSU」「江戸前煮干中華そば きみはん」などの運営
  - 株式会社グルメブランズカンパニー -「JEAN FRANCOIS」「エビスフードホール」などの運営
  - 株式会社KRフードサービス -「かごの屋」「ふうふや」「あずさ珈琲」などの運営。以前は冷凍うどん等の冷凍食品を製造する株式会社キンレイの外食事業だったが、2014年4月1日に食品事業を新「キンレイ」に分割し、社名変更した後、オリックスを経て2015年6月にグループ入りした。
  - 株式会社遊鶴 -「ごまそば遊鶴」の運営を行う会社
  - 株式会社いっちょう - 主に北関東において「いっちょう」「萬屋」の運営
  - 株式会社サンジェルマン - 主に関東において「サンジェルマン」の運営を行う会社
  - 株式会社レフボン - 主に北海道において「レフボン」「サンヴァリエ」「小樽サンジェルマン」の運営を行う会社
  - 株式会社一幻フードカンパニー - 「えびそば一幻」の運営を行う会社
- SFPカテゴリー
  - SFPホールディングス株式会社 -「鳥良」「磯丸水産」「餃子製造販売店いち五郎」などの運営
  - 株式会社クルークダイニング - 主に長野県において「からあげセンター」「長野といえばバニクマン」「豚さん食堂」などの運営
  - 株式会社ジョー・スマイル - 主に熊本県において「前川水軍」「前川珈琲店」「ひゃくしょう茶屋」などの運営